# Geijersdalsmossen
Geijersdalsmossen este o arie protejată (arie specială de conservare — SAC, sit de importanță comunitară — SCI, arie de protecție specială avifaunistică — SPA) din Suedia întinsă pe o suprafață de 318,6 ha, integral pe uscat.

## Localizare
Centrul sitului Geijersdalsmossen este situat la coordonatele 59°37′21″N 13°58′48″E / 59.6224°N 13.98°E.

## Înființare
Situl Geijersdalsmossen a fost declarat arie de protecție specială avifaunistică în decembrie 1996 pentru a proteja 6 specii de animale. Alte tipuri de protecție:
- sit de importanță comunitară (în ianuarie 1997)
- arie specială de conservare (în martie 2011)[1][3][4]

## Biodiversitate
Situată în ecoregiunea boreală, aria protejată conține 5 habitate naturale: Lacuri și iazuri distrofice naturale, Mlaștini împădurite, Mlaștini turboase de tranziție și turbării mișcătoare, Turbării active, Taiga vestică.
La baza desemnării sitului se află mai multe specii protejate de  păsări (6): lebădă de iarnă (Cygnus cygnus), cufundar mic (Gavia stellata), cocor (Grus grus), ploier auriu (Pluvialis apricaria), cocoșul de mesteacăn (Tetrao tetrix tetrix), fluierar de mlaștină (Tringa glareola).